# لپشنی
لِپشِنی (به مجاری:  Lepsény) یک منطقهٔ مسکونی در مجارستان است که در ناحیه انیینگ واقع شده‌است. لپشنی ۳۹٫۰۸ کیلومتر مربع مساحت و ۳٬۲۲۸ نفر جمعیت دارد.